# Мун, Михаил Валерьевич
Михаил Валерьевич Мун (род. 25 февраля 1975, Гатчина, Ленинградская область) — российский радиоведущий, известен в первую очередь как игрок «Что? Где? Когда?».

## Биография
Родился 25 февраля 1975 года в Гатчине.
Окончил гимназию № 171 города Санкт-Петербург, в 1996 году — Санкт-Петербургский государственный университет, факультет прикладной математики и процессов управления.
Работал трейдером в акционерном обществе «Брокерская Фирма Ленстройматериалы» и ЗАО ИК «Энергокапитал»; в настоящее время возглавляет отдел рынков акций в ЗАО «БФА».
Ведёт на Радио «Зенит» программы: «Футбольное обострение», «Игра головой».
Принимал участие в «Своей игре» 19 апреля 1995 года. Результат – занял 2-е место с выигрышем в 520 тысяч неденоминированных рублей.

## «Что? Где? Когда?»
С 1991 года выступал в составе различных команд в спортивном варианте интеллектуальной игры «Что? Где? Когда?» (до 1993 — в команде Леонида Климовича, затем — в команде Сергея Виватенко). В клубе с 1997 года.
Осенью 2002 года получил приз «Хрустальная сова». С 2005 по 2009 годы являлся членом правления МАК.
В 2005 году заявил об уходе из телевизионного Клуба «Что? Где? Когда?», однако не прекратил участие в спортивном Что? Где? Когда?. Вновь начал выступать в телеклубе уже в 2006 году (в настоящий момент выступает в команде Андрея Козлова).
В 2020 году решением ведущего игры был удостоен приза за самый яркий ответ сезона.
В весенней серии 2022 получил специальную награду телеклуба — орден за 50 проведенных игр.
По состоянию на середину 2022 года провел в клубе 51 игру, 29 из которых (57 %) завершились победой знатоков.
Описывая свой стиль игры, в одном из интервью сказал: «Я исхожу из того, что вопрос написал человек, он его почему-то написал, и другой человек, который этот вопрос отбирал, почему-то его на стол положил. Я пытаюсь проникнуть в логику автора вопроса и логику редактора. Это довольно редкий путь, большинство игроков используют другие подходы».

## Семья
Женат на Анастасии Гусаровой, имеет сына (родился 19 марта 2002) и дочь.